# Больяин, Исиар
Иси́ар Больяи́н (исп. Icíar Bollaín; род. 12 июня 1967, Мадрид) — испанская актриса, режиссёр и сценарист.

## Биография
Исиар Больяин родилась в Мадриде в 1967 году. В возрасте 14 лет была выбрана на роль в фильме Виктора Эрисе «Юг». С тех пор она снялась в 14 фильмах.
В возрасте 23 лет она основала продюсерскую компанию La Iguana, с которой сняла два короткометражных фильма Baja Corazón (1992) и Los Amigos del muerto (1994). Вместе с Фернандо Коломо сняла первый полнометражный фильм Привет, ты одна?. Её вторым полнометражным фильмом стал Цветы из другого мира, сценарий к которому она написала вместе с Хулио Льямасаресом.
Её фильм «Возьми мои глаза» получил 7 премий Гойя, включая премию за лучший фильм и лучшую режиссуру.
В 2010 году вышел её фильм Они продают даже дождь, рассказывающий о протестах против приватизации воды в Кочабамбе, Боливия. Фильм был выбран в качестве испанской заявки на премию «Оскар» за лучший фильм на иностранном языке 2011 года.

## Фильмография

### В качестве режиссёра
- Привет, ты одна? (1995)
- Цветы из другого мира (1999)
- Возьми мои глаза (2003)
- Матахарис (2007)
- Они продают даже дождь (2010)
- Катманду, зеркало неба (2011)
- Олива (2016)